# 苦竹
苦竹（にがたけ）は、宮城県仙台市宮城野区の町丁。郵便番号は983-0036。住民基本台帳に基づく人口は2,092人、世帯数は1,332世帯（2025年4月1日現在）。現行行政地名は苦竹一丁目から四丁目。全域で住居表示を実施している。旧仙台市苦竹。

## 地理

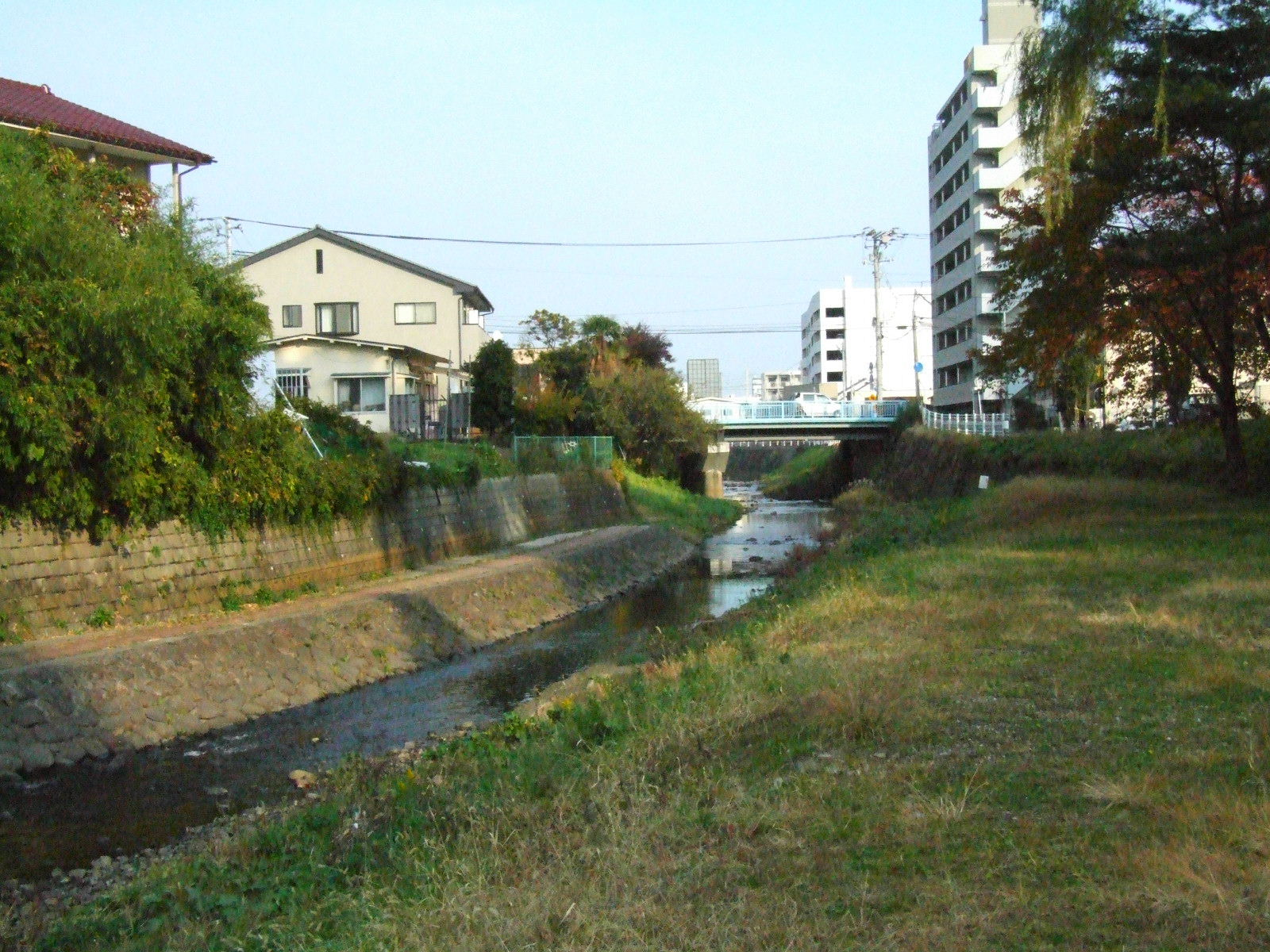
苦竹地区と平成地区と隔てる梅田川。

苦竹は宮城野区の中西部に位置する。北側では梅田川を挟んで新田と平成、東側で日の出町、西側で五輪、南側で卸町、南目館と接している。南目館はその大部分が陸上自衛隊仙台駐屯地となっている地区である。苦竹地区の西から北にかけて仙石線が走っており、苦竹駅が設置されている。また、国道45号が東西方向に通っている。苦竹の東隣の日の出町では国道45号と国道4号（仙台バイパス）が立体交差しており、これが苦竹インターチェンジである。
かつての歴史的な地名としての苦竹の範囲は、現在の行政区域より広い。江戸時代には苦竹村として存在し、東の田子村、北及び北西の小鶴村、西の小田原村、南の南目村と接していた。町村制に基づき、1889年（明治22年）に苦竹村は小田原村、南目村と合併して原町となり、苦竹の地名は大字となった。1928年（昭和3年）に原町が仙台市と合併した後、大字は原町苦竹へ変わった。1932年（昭和7年）の東仙台土地区画整理事業や、1965年（昭和40年）以降に行われた住居表示の実施で、苦竹の中から新しい町丁が分離、誕生していった。現在の苦竹一丁目から三丁目、原町二丁目から六丁目、扇町一丁目、二丁目、五丁目、日の出町一丁目から三丁目、東仙台三丁目、松岡町、南目館、五輪二丁目、銀杏町、新田がおおよそかつての苦竹村の範囲に当たる。
天然記念物として「苦竹のイチョウ」があるが、これの所在地は苦竹の南西にある銀杏町である。苦竹から銀杏町への町名変更はこのイチョウに由来する。この天然記念物のイチョウは、樹齢1000年とも推定される巨木で、幹から気根が垂れ下がっていることから、乳銀杏とも呼ばれ、樹下に姥神が祀られている。

## 歴史

### 中世
苦竹に言及した古い史料として『奥州余目記録』がある。伊沢家景の弟の家業についてのくだりで「にかたけの郷を宮城本郷」と記されている。鎌倉幕府3第将軍源実朝の時代、鎌倉に敵対する弥次郎左衛門という強者がおり、それを討ち取った家業が、恩賞として「にかたけの郷」を与えられ、これを宮城本郷とし、また自らを宮城家業と名乗ったという。宮城郷は宮城郡の中にあった10箇所の郷のうちの一つである。このことから、苦竹地区が古代の宮城郷の中心地だったのかもしれない。
南北朝時代以降になると、宮城郡南部では国分氏の勢力が拡大した。戦国時代、苦竹村の南の南目村、現在の陸上自衛隊仙台駐屯地の敷地に当たる場所には南目城という大規模な平城があった。その城主は喜多目（北目）紀伊守である。北目氏はもともと南目氏といい、国分盛氏の一家である南目左兵衛が南目地域を知行したが、左兵衛が伊達政宗に仕えると、政宗の命で南目氏から北目氏へ改められた。左兵衛が1602年（慶長7年）に没した後、後継の彦右衛門は栗原郡へ知行替えとなり南目城から去った。1600年（慶長5年）の関ヶ原の戦いと同時に行われた慶長出羽合戦で、山形の最上義光は上杉景勝配下の直江兼続の軍勢に苦戦していた。それを見た政宗は最上方へ援軍を送ったが、援軍の中には南目城主北目左兵衛や原ノ町検断肝煎衆がいたと史料に記されている。

### 近世
古代、中世期の幹線道路である東山道（奥大道）は、陸奥国分寺付近を経て岩切方面へ向かっており、苦竹近傍では南目城の西側付近を通っていたと考えられている。しかし、江戸時代になって仙台城とその城下町が建設されると、奥州街道は仙台城下を通るようになった一方、仙台城下から東の塩竈や蒲生方面へ向かう道が作られた。ここにあった宿場が原町宿である。原町宿の西側が南目村、東側が苦竹村に属した。
また、苦竹村は船荷の中継地点でもあった。17世紀後半頃、塩竈湾から蒲生の間に船入堀（後の貞山運河の一部）が、鶴巻から苦竹村の間に船曳堀が作られた。これにより海から入ってきた船荷は、船入堀、蒲生、七北田川、鶴巻、船曳堀といった順で苦竹村まで運ばれた。船曳堀の終点にあたる苦竹村には船溜まりと蔵場が造られた。普段、船曳堀は空堀であり、藩関連の荷物の運搬時にだけ梅田川から水が堀に引き入れられ、船を通したという。船曳堀の名前から、船は両岸から曳かれていたものと考えられている。苦竹に到着した荷物はさらに原町（榴岡）の蔵場まで運ばれた。時期によって差異があるものの、苦竹には5棟の米蔵、3棟の雑穀蔵、2棟の塩蔵、1棟の鉄蔵があったという。
江戸時代の苦竹村の村高は、『正保郷帳』で1458石、『天保郷帳』で2078石と記されている。苦竹村の新田開発は志田郡松山の茂庭氏による大規模な事例で、苦竹村の石高が大幅に増えたのはそのためである。米以外では、茶や薬用植物のタクシャ、センキュウの栽培、産出記録がある。江戸時代中期の『封内風土記』によれば85戸が苦竹村にあるとされ、またそれとほぼ同時期の『安永風土記』（風土記御用書出）では294戸、1119人が記されている。294戸のうち大半の237戸は原町宿にあり、これは農業従事者であっても町場の仕事で稼いでいた者が多かったからだろうと推測されている。

### 近代
1872年（明治5年）、大区小区制により苦竹村は第二大区小五区に含まれた後、1878年（明治11年）の郡区町村編成法で苦竹村は単独で行政区域の一つとなった。1881年（明治14年）、連合町村区域更正で苦竹村は南目村、小田原村と共に連合村を形成し、これら3村は1889年（明治22年）に合併して原町となった。さらに1928年（昭和3年）に原町は仙台市と合併し、苦竹は仙台市原町苦竹となる。
明治時代初期の『皇国地誌』によれば、当時の苦竹村の人口は2158人、346戸だった。98戸が商家、246戸が農家で、212町の田と60町の畑があった。原町と新田町に集落があり、原町は宿駅なので苦竹村には牡馬159頭、人力車19台があったという。
『皇国地誌』では、水利が良いわけではないものの苦竹の土地の生産力は良く、米、ムギ、ダイズ、ダイコン、薬用のタクシャが生産されていたとされる。昭和初期の原町苦竹の新田では、田6畑3の比率だった。畑の野菜は仙台市内に供給されたが、ハクサイやジャガイモは関東地方などにも出荷された。また、温室を用いてメロン、トマト、キュウリが生産された。稲作より畑作の方が儲かるということで、この頃の苦竹新田では田から畑への転換が多くあったという。
日中戦争さなかの1940年（昭和15年）、原町苦竹へ東京第一造兵廠仙台製造所の設置が決まり、翌年から工事が行われた。その設置場所は南目城跡に当たる。この製造所は主に航空機用20ミリ機関砲の銃弾を製造していた。しかし、徴用や学徒勤労動員で集められた未熟な作業員が多かったので、工場の生産性は低く製品の欠陥も多かった。
1925年（大正14年）には現在の仙石線に当たる宮城電気鉄道が仙台駅と西塩釜駅の間で開通した。苦竹地区では、陸前原ノ町駅と、開通後に新田駅が設置されたが、東京第一造兵廠仙台製造所設置に関連して、新田駅の廃止と苦竹駅の開設が行われた。明治時代中期には現在の東北本線にあたる日本鉄道が苦竹を通っていたが、駅はなかった。1932年（昭和7年）になって苦竹信号所が東仙台駅となって営業を始めた。これに関連して、東仙台駅周辺の土地所有者が東仙台土地整理組合をつくり、宅地造成をはじめた。これにより、苦竹から東仙台や古宿町、新田北町、新田西町などの新しい町が開かれた。

### 現代
戦後、東京第一造兵廠仙台製造所はアメリカ軍に接収され、アメリカ軍のキャンプ地となった。このキャンプ地はキャンプシンメルフェニヒと呼ばれ、アメリカ軍の第11空挺師団がここに駐留した。1950年（昭和25年）に朝鮮戦争が勃発すると在日アメリカ軍は朝鮮戦争に投入され、その戦力の空白を埋めるために警察予備隊が創設された。第11空挺師団に代わって、警察予備隊の合格者が東北地方各地からキャンプシンメルフェニヒに集まり、翌1951年（昭和26年）にキャンプシンメルペニヒの警察予備隊は新設の駐屯地へと移った。その後はアメリカ軍第1騎兵師団がここに駐留した。ここが日本に返還されたのは1957年（昭和32年）であり、その3分の2が陸上自衛隊の駐屯地、残りが工業用地となった。
アメリカ軍の駐留や陸上自衛隊駐屯地の設置は、苦竹の街並みにも影響を与えた。苦竹駅から梅田川の苦竹橋付近まで、それらの隊員を客とする歓楽街地区となり、バーやクラブ、小さなキャバレーが立ち並んだ。また、テレビ普及以前は映画が主要な娯楽の一つであり、苦竹にも一時期、映画館があった。1955年（昭和30年）に原町苦竹の坂下に原町東映劇場が開館し、上映を始めた。原町東映劇場は、鉄道敷設用地に含まれることになったために、苦竹橋付近に苦竹東映劇場として移転、さらに東東映劇場と改称したが、改称から1年足らずで閉館した。また、1967年（昭和42年）には苦竹の造兵廠跡地を会場として、東北大博覧会が行われた。
苦竹付近では、戦前の東京第一造兵廠仙台製造所設置に関連して区画整理事業が計画されていた。戦後に仙台市はこの区画整理事業を、施行区域見直しを含めつつ継続し、1971（昭和46年）までにこれを完了した。仙台港の建設の影響もあり、苦竹の田園地帯は工業・流通地区へと変貌した。またこの頃、苦竹及びその隣接地域で住居表示が実施されていった。1965年（昭和40年）に五輪と銀杏町、1971年（昭和46年）に原町、1972年（昭和47年）に日の出と扇町（西側）、1973年（昭和48年）に高瀬町と館町、1976年（昭和51年）に扇町（東側）がそれぞれ成立した。1983年（昭和58年）に苦竹駅付近の住居表示が実施され、苦竹一丁目から四丁目、南目館、東宮城野、萩野町四丁目の各町丁が成立した。

### 町名の変遷
町名の変遷は以下の通りである
| 変更後             | 変更前   | 変更前     | 変更日                   |
| 町丁               | 大字     | 小字       | 変更日                   |
| ------------------ | -------- | ---------- | ------------------------ |
| 苦竹一丁目（新設） | 原町苦竹 | 字大曲西   | 1983年（昭和58年）7月4日 |
| 苦竹一丁目（新設） | 原町苦竹 | 字大曲     | 1983年（昭和58年）7月4日 |
| 苦竹一丁目（新設） | 原町苦竹 | 字金屋敷   | 1983年（昭和58年）7月4日 |
| 苦竹一丁目（新設） | 原町苦竹 | 字狐塚     | 1983年（昭和58年）7月4日 |
| 苦竹一丁目（新設） | 原町苦竹 | 字下川添   | 1983年（昭和58年）7月4日 |
| 苦竹一丁目（新設） | 原町苦竹 | 字中原     | 1983年（昭和58年）7月4日 |
| 苦竹一丁目（新設） | 原町苦竹 | 字町東     | 1983年（昭和58年）7月4日 |
| 苦竹二丁目（新設） | 原町苦竹 | 字新田南下 | 1983年（昭和58年）7月4日 |
| 苦竹二丁目（新設） | 原町苦竹 | 字金屋敷   | 1983年（昭和58年）7月4日 |
| 苦竹二丁目（新設） | 原町苦竹 | 字川北     | 1983年（昭和58年）7月4日 |
| 苦竹二丁目（新設） | 原町苦竹 | 字川南     | 1983年（昭和58年）7月4日 |
| 苦竹二丁目（新設） | 原町苦竹 | 字新田南上 | 1983年（昭和58年）7月4日 |
| 苦竹二丁目（新設） | 原町苦竹 | 字中原     | 1983年（昭和58年）7月4日 |
| 苦竹二丁目（新設） | 原町苦竹 | 字七曲     | 1983年（昭和58年）7月4日 |
| 苦竹二丁目（新設） | 原町苦竹 | 字苦竹     | 1983年（昭和58年）7月4日 |
| 苦竹二丁目（新設） | 原町苦竹 | 字苦竹北上 | 1983年（昭和58年）7月4日 |
| 苦竹二丁目（新設） | 原町苦竹 | 字苦竹北下 | 1983年（昭和58年）7月4日 |
| 苦竹三丁目（新設） | 原町苦竹 | 字石寄     | 1983年（昭和58年）7月4日 |
| 苦竹三丁目（新設） | 原町苦竹 | 字中谷地   | 1983年（昭和58年）7月4日 |
| 苦竹三丁目（新設） | 原町苦竹 | 字苦竹東下 | 1983年（昭和58年）7月4日 |
| 苦竹三丁目（新設） | 原町苦竹 | 字土手下東 | 1983年（昭和58年）7月4日 |
| 苦竹三丁目（新設） | 原町苦竹 | 字七曲     | 1983年（昭和58年）7月4日 |
| 苦竹三丁目（新設） | 原町苦竹 | 字苦竹     | 1983年（昭和58年）7月4日 |
| 苦竹三丁目（新設） | 原町苦竹 | 字苦竹北上 | 1983年（昭和58年）7月4日 |
| 苦竹三丁目（新設） | 原町苦竹 | 字苦竹北下 | 1983年（昭和58年）7月4日 |
| 苦竹三丁目（新設） | 原町苦竹 | 字苦竹東上 | 1983年（昭和58年）7月4日 |
| 苦竹三丁目（新設） | 原町南目 | 字石寄     | 1983年（昭和58年）7月4日 |
| 苦竹四丁目（新設） | 原町南目 | 字東熊ノ木 | 1983年（昭和58年）7月4日 |
| 苦竹四丁目（新設） | 原町南目 | 字石寄     | 1983年（昭和58年）7月4日 |
| 苦竹四丁目（新設） | 原町南目 | 字北熊ノ木 | 1983年（昭和58年）7月4日 |
| 苦竹四丁目（新設） | 原町南目 | 字南熊ノ木 | 1983年（昭和58年）7月4日 |

## 世帯数と人口
2025年（令和7年）4月1日現在の世帯数と人口は以下の通りである。
| 町丁       | 世帯      | 人口    |
| ---------- | --------- | ------- |
| 苦竹一丁目 | 972世帯   | 1,502人 |
| 苦竹二丁目 | 358世帯   | 585人   |
| 苦竹三丁目 | 1世帯     | 4人     |
| 苦竹四丁目 | 1世帯     | 1人     |
| 計         | 1,332世帯 | 2,092人 |

## 小・中学校の学区
小・中学校の学区は以下の通りとなる。
| 町丁       | 街区符号・住居番号 | 小学校       | 中学校       |
| ---------- | ------------------ | ------------ | ------------ |
| 苦竹一丁目 | 全域               | 原町小学校   | 宮城野中学校 |
| 苦竹二丁目 | 全域               | 原町小学校   | 宮城野中学校 |
| 苦竹三丁目 | 1                  | 原町小学校   | 宮城野中学校 |
| 苦竹三丁目 | 2から6             | 宮城野小学校 | 宮城野中学校 |
| 苦竹四丁目 | 全域               | 宮城野小学校 | 宮城野中学校 |

## 交通

### 鉄道
- 東日本旅客鉄道（JR東日本）
  - 苦竹駅（■仙石線）

### バス
- 仙台市営バス[28][29]
  - 苦竹一丁目 - 苦竹駅前 - 東警察署入口（200/205/207系統）
  - 苦竹一丁目（215系統）
  - 宮城野消防署前 - 産業技術総合研究所前（230/233系統）

### 道路

#### 一般国道
- 国道45号

#### 都市計画道路
出典:
- 3･1･1 元寺小路福室線
- 3･2･31 六丁目新田線
- 3･3･17 花京院通福田町線（=国道45号）